# 진도희 (1949년)
진도희(陳都希, 본명: 김태야, 1949년 12월 18일~2015년 6월 26일)는 대한민국의 영화배우이다.
부산에서 태어났다. 서라벌예대 문예창작과에 입학한 뒤 동국대 연극영화과에 편입했다. MBC 4기 탤런트로 연예계에 입문했다. 1972년 박노식의 영화감독 데뷔작인 자크를 채워라에 주연으로 캐스팅되며 영화계에 발을 디뎠다. 우연정, 나오미, 최정민, 윤세희, 윤미라 등과 함께 주연급 영화배우로 활동했다. 조흥은행 창업주의 직손인 정운익씨와 열애로 은퇴했다. 2015년 6월 26일 췌장암으로 인해 향년 67세의 나이로 세상을 떠났다.

## 출연작
- 자크를 채워라
- 대추격
- 늑대들
- 체포령
- 일요일에 온 손님들
- 원녀
- 서울의 연인
- 죽어서 말하는 연인

## 학력
- 서라벌 예대 문예창작과
- 동국대학교 연극영화과